# Anisodes bitactata
Anisodes bitactata là một loài bướm đêm trong họ Geometridae.